# Idiops flaveolus
Idiops flaveolus is een spinnensoort uit de familie van de valdeurspinnen (Idiopidae).
De wetenschappelijke naam van de soort werd in 1901 als Acanthodon flaveolum gepubliceerd door Reginald Innes Pocock.